# 李徳林
李 徳林（り とくりん、531年 - 591年）は、北斉から隋にかけての官僚で歴史家。字は公輔。本貫は博陵郡安平県。子は李百薬。

## 経歴
北魏の鎮遠将軍の李敬族の子として生まれた。博学であり、古典や陰陽の学にも通じていた。また、文章にも秀でていた。北斉の天保8年（557年）、秀才に及第して、通直散騎侍郎となった。その後、北周の武帝に仕えて内史上士に就任した。
隋になると、文帝に仕えて内史令となった。隋が南朝陳を平定すると、柱国となって、安平郡公の爵位を得た。しかし、後に、懐州刺史に左遷された。591年に61歳で没した。
李徳林には、文集80巻が存したが伝わらず、現在みられるのは、「李懐州集」1巻（『漢魏六朝一百三家集』所収）である。また、子に李百薬があり、李徳林が果たせなかった、北斉の歴史書、正史の『北斉書』の編纂を完成させた。

## 伝記資料
- 『隋書』巻42 列伝第7
- 『北史』巻72 列伝第60